# ニペコチン酸
ニペコチン酸(Nipecotic acid)は、科学研究で使われるGABA再取り込み阻害薬の一つである。